# Aix-la-Fayette
 Aix-la-Fayette  es una población y comuna francesa, en la región de Auvernia, departamento de Puy-de-Dôme, en el distrito de Ambert y cantón de Saint-Germain-l'Herm.

## Demografía
| 207 | 170 | 146 | 116 | 91 | 100 | 80 | 78 |
| Para los censos de 1962 a 1999 la población legal corresponde a la población sin duplicidades (Fuente: INSEE [Consultar]) |     |     |     |    |     |    |    |